# Фрашери, Сами

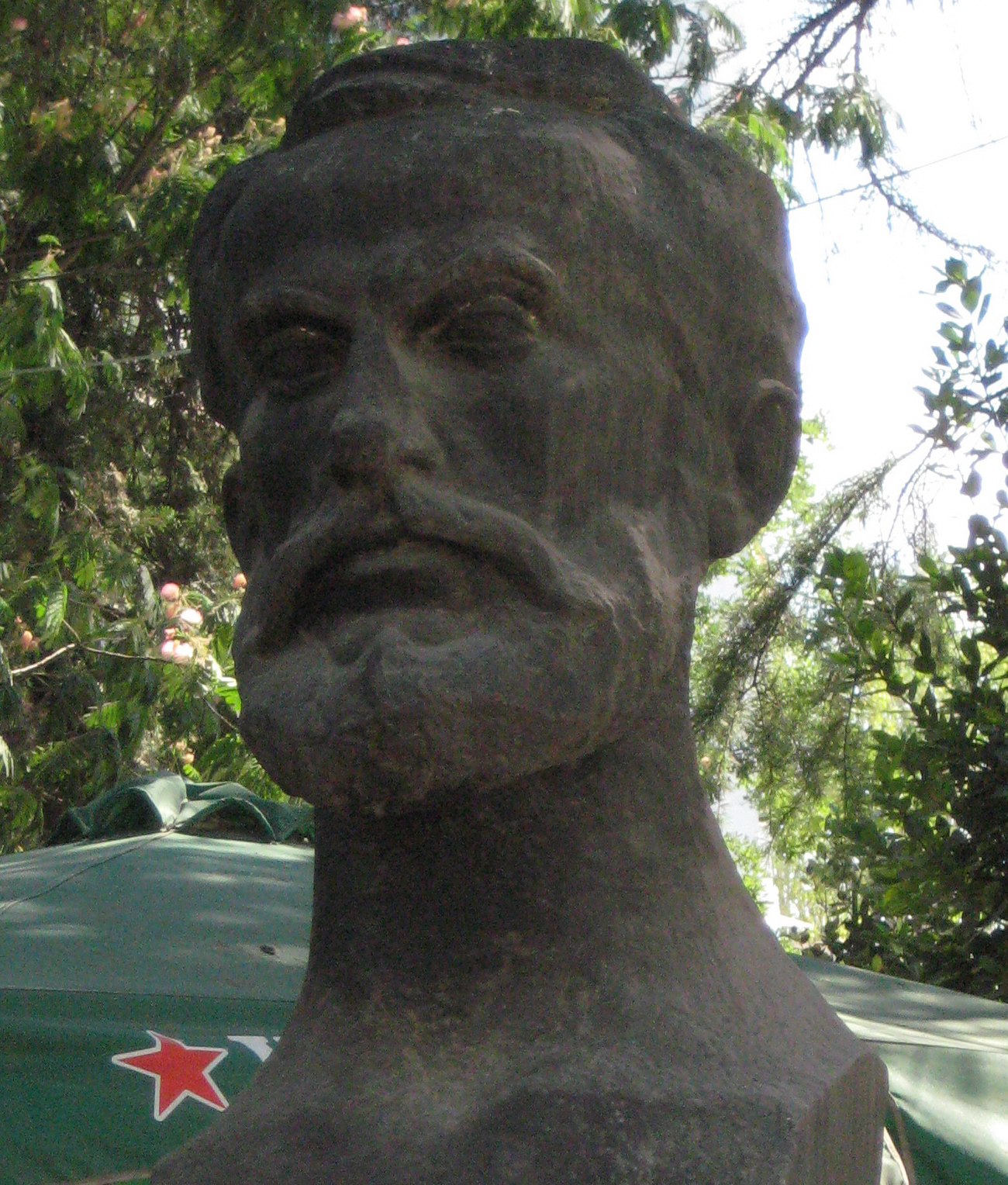

Сами Фрашери, также известный как Шемсеттин Сами Фрашери (тур. Şemseddin Sami Bey, алб. Sami Frashëri; 1 июня 1850, Фрашер, Румелия, Османская империя — 18 июня 1904, Стамбул, Османская империя) — албанский и турецкий просветитель, писатель, философ, учёный и драматург. Внёс значительный вклад в реформу османо-турецкого языка и известен в османской литературе под именем Шемсэддин Сами Эфенди.
Вместе со своими братьями Абдюлем и Наимом издавал газету «Рилиндья комбэтаре» (алб. Rilindja Kombëtare), став видным деятелем Национального Возрождения Албании.

## Биография
Фрашери был одним из сыновей разорившегося бея из Фрашера (округ Пермет). По вероисповеданию Сами Фрашери являлся мусульманином-бекташи.
Фрашери окончил греческую гимназию «Зосима» в городе Янина. Там он познакомился с западной философией и изучал греческий, французский и итальянский языки. С помощью репетитора выучил арабский, турецкий и персидский языки. В 1872 году переселился в Стамбул, где работал в правительственном пресс-бюро. Основной целью его жизни, как и у других участников движения албанского возрождения, являлось развитие и совершенствование албанской культуры, а также независимость страны.
Сами Фрашери умер 18 июня 1904 года после тяжелой болезни в своем доме в Эренкёе, г. Стамбул.

## Деятельность
Вместе со старшим братом Абдюлем, Хасаном Тахсини, Пашко Васой и Яни Врето, Фрашери основал Центральный комитет по защите национальных прав албанцев. В начале 1879 года в этом комитетом была создана Комиссия по созданию албанского алфавита, в которой участвовали Сами Фрашери, Пашко Васо, Яни Врето и Кото Ходжи. Сами Фрашери основал и возглавил Общество албанистики; учёные записки Общества собирал его брат Наим.
Фрашери был известен как лексикограф, он стал автором первых учебников по грамматике для албанских школ, а также ряда трудов по турецкой лексикографии (2-томный турецко-французский и французско-турецкий словарь, толковый «Словарь турецкого языка»).
Известность ему принесли сентиментальный роман «Любовь Талата и Фитнат» (алб. Dashuria e Talatit me Fitneten, 1872), пьеса «Беса, или Верность клятве» (алб. Besa ose Mbajtja e Fjalës, 1875), публицистика.
Послание Фрашери «Албания — какой она была, какой она стала, какой она будет» (алб. Shqipëria ç´ka qenë, ç´është e ç´do të bëhet), опубликованное в 1899 году в газете «Рилиндья Комбетаре», стало манифестом Албанского движения национального возрождения. Фрашери открыл дискуссию о перспективах развития свободной и независимой республики Албании. Так, начав с требований автономии и борьбы за собственный алфавит и образование, он помог албанскому национальному освободительному движению сформулировать и развить требования независимости.
Племянник Сами Фрашери Мидхат Фрашери — лидер албанских националистов, основатель Балли Комбетар.